# Andrés Franco
Andrés Franco Ramos (ur. 10 listopada 1966) – kubański judoka. Olimpijczyk z Barcelony 1992, gdzie zajął dziewiąte miejsce w wadze średniej.
Uczestnik mistrzostw świata w 1987 i 1991. Startował w Pucharze Świata w 1989, 1991 i 1992. Brązowy medalista igrzysk panamerykańskich w 1987 i 1991. Triumfator igrzysk Ameryki Środkowej i Karaibów w 1986 i 1990. Zdobył trzy medale na mistrzostwach panamerykańskich w latach 1986 - 1994. 

## Letnie Igrzyska Olimpijskie 1992
| Konkurencja | Eliminacje          | Eliminacje             | Eliminacje           | Repasaże                | Klas. końcowa |
| Konkurencja | Przeciwnik I        | Przeciwnik II          | 1/4                  | Przeciwnik I            | Miejsce       |
| ----------- | ------------------- | ---------------------- | -------------------- | ----------------------- | ------------- |
| 86 kg       | Isaac Angbo (CIV) Z | Ilualoma Isako (COD) Z | Pascal Tayot (FRA) P | Adrian Croitoru (ROU) P | 9.            |